# Oman na Mistrzostwach Świata w Lekkoatletyce 2022
Oman na Mistrzostwach Świata w Lekkoatletyce 2022 – reprezentacja Omanu podczas mistrzostw świata w Eugene liczyła jednego zawodnika.

## Skład reprezentacji

### Mężczyźni
| Zawodnik                  | Konkurencja | Kwalifikacje | Kwalifikacje | Finał | Finał   | Źródło |
| Zawodnik                  | Konkurencja | Wynik        | Pozycja      | Wynik | Pozycja | Źródło |
| ------------------------- | ----------- | ------------ | ------------ | ----- | ------- | ------ |
| Salim Saleh Mus Al Yarabi | skok w dal  | 7,43         | 28           | NQ    | NQ      | [ 1 ]  |